# Slag aan de Boorne
De Slag aan de Boorne (Fries: Slach oan de Boarn) of Slag bij Jirnsum (Fries: Slach by Jirnsum), was een veldslag in de 8e eeuw in Friesland. Het leger van de Friese koning Poppo werd in de slag door de Frankische hofmeier Karel Martel verslagen. De Franken kregen hiermee controle over het Friese gebied tussen het Vlie en Lauwers en daarmee was het gedaan met de Friese onafhankelijkheid.
De precieze locatie van de veldslag is niet helemaal zeker, maar waarschijnlijk was dit bij de monding van de Boorne in de Middelzee, in de omgeving waar nu Irnsum ligt. De slag heet daarom ook wel de "Slag aan de Bordine" of de "Slag bij Jirnsum".

## Achtergrond
Onder de voorganger van Poppo, koning Radboud, had het Friese rijk zijn grootste uitbreiding bereikt. Radboud had op slimme wijze gebruikgemaakt van de burgeroorlog die tussen 715 en 718 in het Frankische rijk was uitgebroken na de dood van de oude hofmeier Pepijn van Herstal in 715. De Friezen konden de Franken daardoor gemakkelijk verslaan en alle gebieden die eerder Fries waren geweest, kwamen weer in Friese handen.
Deze Friese hegemonie zou echter niet lang duren. Met Karel Martel kregen de Franken weer een sterke leider en werd een begin gemaakt met het terugwinnen van de aan de Friezen verloren gebieden. Vooral koning Poppo moest er aan geloven toen Karel Martel in 733 een veldtocht hield tegen de Friezen. Deze veldtocht verliep zeer voorspoedig voor de Franken en de Friezen werden helemaal teruggeslagen naar Oostergo, waar het jaar daarop de laatste slag zou plaatsvinden aan de Boorne.
In 734 zette Karel Martel zijn leger met behulp van een vloot over Aelmere en kwam bij Jirnsum aan land. Hier versloeg hij het door Poppo bijeengebrachte Friese leger, waarbij de Friese koning sneuvelde. De Franken sloegen na de overwinning aan het plunderen en staken de heidense heiligdommen van de Friezen in brand. Voorzien van een grote buit voer Karel Martel met zijn vloot terug.

## Gevolgen
Als gevolg van de nederlaag kwam er een einde aan het Friese rijk en werd alle gebied ten westen van de Lauwers door de Franken bezet. Alleen Oosterlauwers Friesland, de oostelijke gebieden konden nog een tijdlang zelfstandig blijven. In 772 maakte de Frankische koning Karel de Grote ook daaraan een einde.

## Bron
- Fredegarius, Liber Historiae Francorum